# Kośno (Pojezierze Olsztyńskie)
Kośno – jezioro na Pojezierzu Olsztyńskim, położone w województwie warmińsko-mazurskim, w powiecie olsztyńskim, w gminie Purda. 
Eutroficzne jezioro jest główną częścią rezerwatu przyrody "Jezioro Kośno". Przez jezioro przepływa rzeka Kośna, wpływa też strumień niosący wody z sąsiedniego, eutroficznego Jeziora Łajskiego. Południowa zatoka, do której wpływa ten strumień, nazwana jest jeziorem Kosieńko i znajduje się poza rezerwatem.
Kośno to duże i głębokie jezioro typu rynnowego. Akwen położony jest wśród lasów. W pobliżu południowego krańca jeziora znajduje się wieś Łajs. 
Nazwę Kośno wprowadzono urzędowo w 1949 roku, zastępując poprzednią niemiecką nazwę jeziora –
Kössnick See.